# Serina/treonina protein-chinasi ATM
La serina/treonina protein-chinasi ATM (o semplicemente ATM), è una proteina chinasi che viene reclutata e attivata in seguito a rotture del doppio filamento del DNA. ATM fosforila diverse proteine chiave che, in seguito a danni al DNA, portano all'arresto del ciclo cellulare, con conseguente riparazione del DNA, senescenza o apoptosi. Molti di questi bersagli, inclusi P53, CHK2, BRCA1, NBS1 e H2AX, sono oncosoppressori.
Il gene ATM è stato scoperto dal Dr. Yosef Shiloh nel 1995, e fu chiamato così poiché le mutazioni a suo carico sono responsabili della ataxia-telangiectasia. Nel 1998 fu dimostrato che ATM è una protein-chinasi la cui attività è potenziata dal danno al DNA.

## Introduzione
Durante il ciclo cellulare il DNA è costantemente monitorato per rilevare eventuali danni (derivanti da errori durante la replicazione, sottoprodotti del metabolismo, droghe tossiche generali o radiazioni ionizzanti). Il ciclo cellulare ha diversi checkpoint da danno al DNA, che inibiscono il passaggio alla fase successiva del ciclo. ATM svolge un ruolo nel ritardare il ciclo cellulare dopo il danno al DNA, specialmente dopo le rotture del doppio filamento (DSB). ATM viene reclutato nei siti delle rotture del doppio filamento dalle proteine del sensore DSB, quali il complesso MRN. Dopo essere stato reclutato, ATM fosforila NBS1 e ad altre proteine di riparazione del DSB. Queste proteine mediatrici fosforilate amplificano quindi il segnale di danno al DNA e trasducono i segnali agli effettori a valle come CHK2 e P53.

## Struttura
Il gene ATM codifica per una proteina da 350 kDa composta da 3056 aminoacidi. ATM appartiene alla superfamiglia delle chinasi correlate al fosfoinositide 3-chinasi (PIKK). Questa famiglia di protein-chinasi include ATR, DNA-PKc e mTOR.
I domini di ATM sono (dal N-terminale al C-terminale): il dominio ripetuto HEAT, il dominio FRAP-ATM-TRRAP (FAT), il dominio chinasi (KD), il dominio di regolazione PIKK (PRD) e il dominio FAT. Le ripetizioni HEAT si legano direttamente al C-terminale di NBS1. Il dominio FAT interagisce con il dominio ad attività chinasica di ATM per stabilizzare la regione C-terminale di ATM stessa. Il dominio KD riprende l'attività chinasica, mentre PRD e FATC la regolano.
La forma complessiva di ATM è molto simile a DNA-PKcs ed è composta da una testa e un lungo braccio che si pensa avvolga il DNA a doppio filamento dopo un cambiamento conformazionale. Si prevede che il dominio N-terminale e il dominio FATC adottino strutture α-elica. Si ritiene che questa struttura α-elica formi una struttura terziaria a forma tubolare curva, presente ad esempio nella proteina Huntingtina, che contiene a sua volta ripetizioni HEAT. FAT è il dominio C-terminale con una lunghezza di circa 30 amminoacidi. È altamente conservata e consiste in una α-elica seguita da una brusca svolta, stabilizzata da un ponte disolfuro.

## Funzione
Il complesso MRN (costituito dalle proteine MRE11, RAD50 e NBS1) recluta ATM in seguito a rotture del doppio filamento e tiene insieme le due estremità. ATM interagisce direttamente con la subunità NBS1 e fosforila l'istone H2AX sul residuo Ser139. Questa fosforilazione genera siti di legame per proteine adattatrici con un dominio BRCT. Queste proteine adattatrici reclutano diversi fattori, tra cui la proteina effettrice chinasi CHK2 e il soppressore tumorale P53. La risposta al danno del DNA mediata da ATM consiste in una risposta rapida e una ritardata. La chinasi effettrice CHK2 viene fosforilata e quindi attivata da ATM. CHK2 attivato fosforila la fosfatasi CDC25A, che viene successivamente degradata e non può più defosforilare il complesso CDK1-ciclina B, con conseguente arresto del ciclo cellulare. Se il danno non può essere riparato durante questa risposta rapida, ATM fosforila anche MDM2 e P53 sui residui Ser15. P53 è anche fosforilato dalla chinasi effettrice CHK2. Questi eventi di fosforilazione portano alla stabilizzazione e all'attivazione di P53 e alla successiva trascrizione di numerosi geni bersaglio di P53, incluso l'inibitore di CDK p21, portando all'arresto del ciclo cellulare a lungo termine o addirittura all'apoptosi.

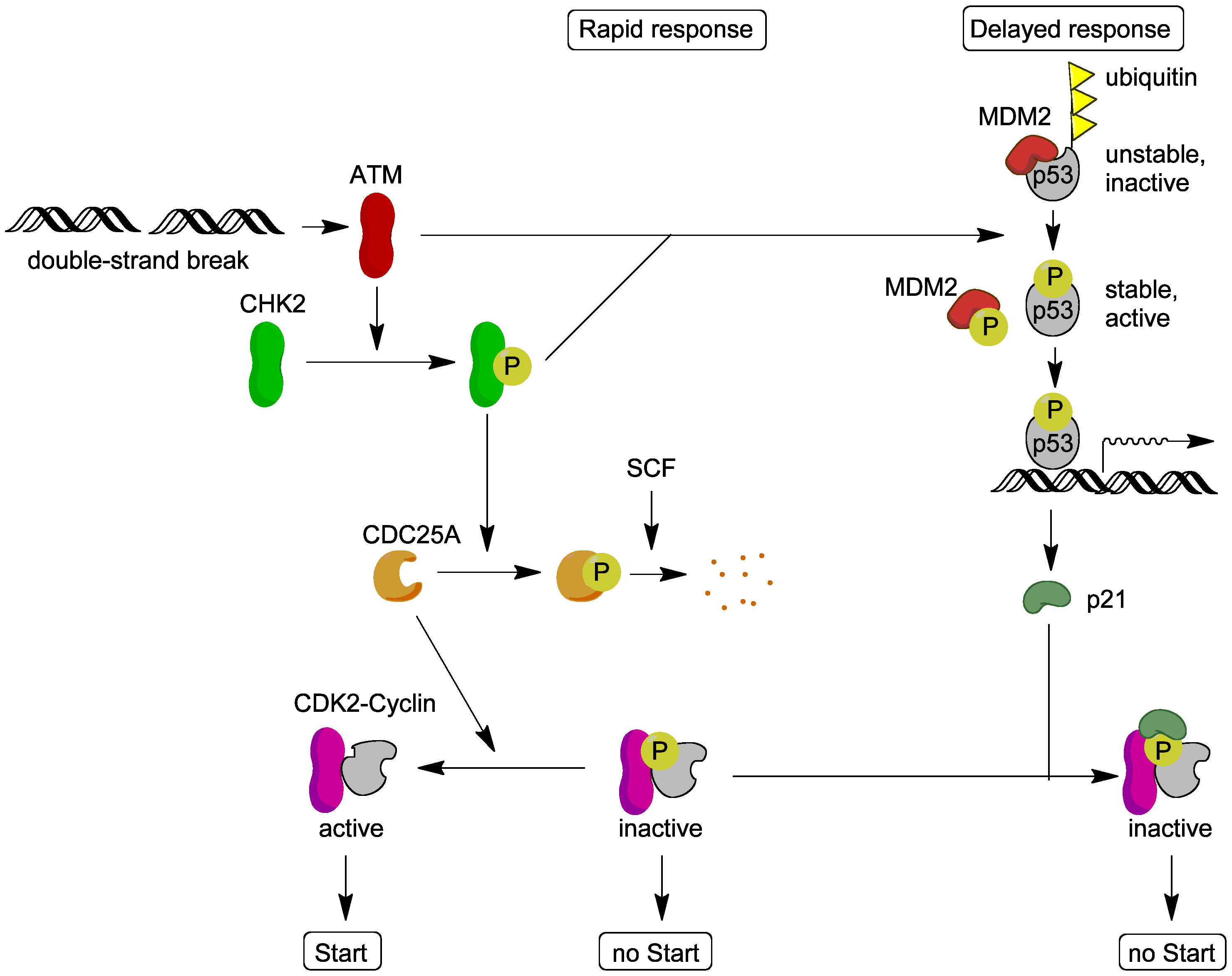
Risposta a due fasi mediata da ATM alle rotture del doppio filamento del DNA. Nella risposta rapida ATM attivato fosforila la chinasi effetrice CHK2 che fosforila CDC25A, bersagliandola per l'ubiquitinazione e la degradazione. Pertanto, il complesso CDK2-ciclina fosforilato si accumula e il ciclo cellulare è fermato. Nella risposta ritardata ATM fosforila l'inibitore di MDM2 e p53, che è anche fosforilato da Chk2. La risultante attivazione e stabilizzazione di P53 porta a una maggiore espressione dell'inibitore di Cdk p21, che aiuta a mantenere l'arresto del ciclo cellulare a lungo termine.

La protein chinasi ATM può anche essere coinvolta nell'omeostasi mitocondriale, come regolatore dell'autofagia mitocondriale (mitofagia), processo di rimozione dei mitocondri vecchi e disfunzionali.

## Regolazione
Un complesso MRN funzionante è necessario per l'attivazione di ATM dopo le rotture del doppio filamento. Il complesso esplica la sua funzione a monte di ATM nelle cellule di mammifero e induce cambiamenti conformazionali che facilitano un aumento dell'affinità di ATM per i suoi substrati, come CHK2 e P53. In caso di danno al DNA, ATM si autofosforila sul residuo Ser1981. Questa fosforilazione provoca la dissociazione dei dimeri di ATM, seguita dal rilascio di monomeri ATM attivi. Un'ulteriore autofosforilazione (dei residui Ser367 e Ser1893) è necessaria per la normale attività della chinasi ATM. L'attivazione di ATM da parte del complesso MRN è preceduta da almeno due passaggi: il reclutamento di ATM dopo rotture del doppio filamento da parte del mediatore della proteina 1 del checkpoint da danno al DNA (MDC1) che si lega a MRE11 e la successiva stimolazione dell'attività chinasica con la NBS1 C-terminale. I tre domini FAT, PRD e FATC sono coinvolti nella regolazione dell'attività del dominio KD. Il dominio FAT interagisce con il dominio KD di ATM per stabilizzare la porzione C-terminale di ATM stessa. Il dominio FATC, fondamentale per l'attività della chinasi, media l'interazione proteina-proteina, ad esempio con l'istone acetiltransferasi TIP60, che acetila ATM sul residuo Lys3016. L'acetilazione avviene nella metà C-terminale del dominio PRD ed è necessaria per l'attivazione della chinasi ATM e per la sua conversione in monomeri. Mentre l'eliminazione dell'intero dominio PRD abolisce l'attività chinasica di ATM, piccole eliminazioni specifiche non mostrano alcun effetto.

## Mutazioni germinali e rischio di cancro
Le persone che portano una mutazione ATM a carico di un solo allele hanno un rischio aumentato di cancro al pancreas, cancro alla prostata, cancro allo stomaco e carcinoma duttale infiltrante della mammella. La mutazione omozigote di ATM è causa della ataxia-telangiectasia (AT), una malattia rara caratterizzata da degenerazione cerebellare, estrema sensibilità cellulare alle radiazioni e predisposizione al cancro. La maggior parte degli altri disturbi simili all'ataxia-telangiectasia sono dovuti a mutazioni nei geni che codificano per le proteine del complesso MRN. Una caratteristica della proteina ATM è il suo rapido aumento dell'attività chinasica immediatamente dopo la rottura del doppio filamento. La manifestazione fenotipica dell'ataxia-telangiectasia è dovuta alla moltitudine dei substrati di ATM, coinvolti nella riparazione del DNA, nell'apoptosi, nei checkpoint G1/S e checkpoint G2/M, nella regolazione genica, nell'inizio della traduzione e nel mantenimento dei telomeri.

## Mutazioni somatiche di ATM nei tumori sporadici
Mutazioni nel gene ATM si trovano a frequenze relativamente basse nei tumori sporadici. Secondo il database COSMIC (Catalogue Of Somatic Mutations In Cancer), le frequenze di mutazioni eterozigoti di ATM nei tumori comuni includono lo 0,7% dei tumori ovarici, lo 0,9% dei tumori del sistema nervoso centrale, l'1,9% dei tumori al seno, il 2,1% dei tumori del rene, il 4,6% nei tumori del colon, il 7,2% dei tumori del polmone e l'11,1% dei tumori del tessuto ematopoietico e linfoide. Alcuni tipi di leucemie e linfomi, tra cui il linfoma mantellare, la leucemia a cellule T dell'adulto e la leucemia linfatica cronica a cellule B sono associati a difetti di ATM. Una ricerca bibliografica completa sul deficit di ATM nel cancro del pancreas ha stimato che la prevalenza totale di mutazioni germinali o somatiche di ATM nel cancro del pancreas è del 6,4%.

## Carenze epigenetiche di ATM nei tumori
ATM è uno dei geni di riparazione del DNA frequentemente ipermetilato (un tipo di modificazione epigenetica) nella regione del promotore in vari tumori. La metilazione del promotore di ATM provoca una ridotta di ATM.
Più del 73% dei tumori cerebrali è risultato metilato nel promotore del gene ATM, e c'è una forte correlazione inversa tra la metilazione del promotore ATM e la sua espressione proteica (p < 0,001).
È stato osservato che il promotore del gene ATM è ipermetilato nel 53% dei tumori mammari piccoli (impalpabili) ed è ipermetilato nel 78% dei tumori mammari in stadio II o superiore, con una correlazione altamente significativa (p = 0,0006) tra la ridotta abbondanza di mRNA codificanti ATM e la metilazione aberrante del promotore del gene ATM.
Nel carcinoma polmonare non a piccole cellule (NSCLC) lo stato di metilazione del promotore di ATM e del tessuto polmonare istologicamente non coinvolto è risultato rispettivamente del 69% e del 59%. Tuttavia, nel NSCLC più avanzato la frequenza della metilazione del promotore di ATM era inferiore al 22%.
Nel carcinoma a cellule squamose della testa e del collo il 42% dei tumori mostra la metilazione del promotore di ATM.
Il danno al DNA sembra essere la causa principale del cancro, e le carenze nei sistemi di riparazione del DNA probabilmente sono alla base di molte forme di cancro. Se la riparazione del DNA è deficitaria, il danno al DNA tende ad accumularsi. Tale danno al DNA in eccesso può aumentare gli errori mutazionali durante la replicazione del DNA. L'eccesso di danni al DNA può anche aumentare le alterazioni epigenetiche dovute a errori durante la riparazione del DNA. Tali mutazioni e alterazioni epigenetiche possono concorrere alla tumorigenesi.

## Meiosi
ATM è in funzione durante la profase meiotica. Il gene ATM wild-type è espresso a un livello quattro volte maggiore nei testicoli umani rispetto alle cellule somatiche (come i fibroblasti cutanei). Sia nei topi che negli esseri umani, la carenza di ATM provoca infertilità. L'espressione carente dell'ATM provoca gravi disagi alla meiosi durante la profase I. Inoltre, la riparazione alterata di rotture a carico del doppio filamento del DNA mediata da ATM è stata identificata come una probabile causa dell'invecchiamento degli ovociti di topo e umani. L'espressione del gene ATM, così come di altri geni chiave di riparazione delle rotture del doppio filamento, diminuisce con l'età negli ovociti di topo e umani, e questo declino è accompagnato da un aumento delle rotture del doppio filamento nei follicoli primordiali. Questi risultati indicano che la ricombinazione omologa delle estremità mediata da ATM è una cruciale nella meiosi.

## Tefu
La proteina Tefu di Drosophila melanogaster è un omologo strutturale e funzionale della proteina ATM umana. Tefu, come ATM, è necessaria per la riparazione del DNA e per i normali livelli di ricombinazione genetica negli ovociti.